# أفلاندرا
 أفلاندرا (بالإنجليزية: AFELLA N'DRA)‏ هي جماعة قروية تابعة لإقليم زاكورة ضمن جهة درعة تافيلالت بالمغرب.  بلغ مجموع عدد سكان آيت فاسكا  حسب إحصاءات 2004  حوالي 7170 نسمة  يعيشون في 850 أسرة.

## إحصاء عام
| السنة | عدد السكان | عدد الأسر | عدد الأجانب |
| ----- | ---------- | --------- | ----------- |
| 1994  | 6906       | 821       | °°°°        |
| 2004  | 7170       | 850       | 0           |